# Ganímedes (Egipto)
Ganímedes fue un eunuco al servicio de los últimos faraones ptolemaicos. Tutor de la princesa Arsínoe IV, hermana de Cleopatra, fue nombrado comandante de la flota egipcia.
Cuando estalló la guerra civil entre Ptolomeo XIII y Cleopatra, Arsínoe logró escapar del palacio de Alejandría (donde estaba retenida) junto con Ganímedes; la princesa se unió al ejército que comandaba el general Aquilas contra los invasores romanos, tomando el título de faraona. Tras un enfrentamiento entre el preceptor y el general, Arsínoe ordenó ejecutar a Aquilas (conspirador junto con Potino para asesinar a Pompeyo) y nombró a Ganímedes comandante de la flota de Alejandría en su lugar.
El ejército de Ganímedes estaba en posesión de media ciudad y de las fuentes del río, lo que le daba el control de los canales que cruzaban Alejandría y, por tanto, del abastecimiento de agua del ejército de César. Con esto en mente, aisló del Nilo esos canales y con ayuda de maquinaria los inundó con agua salada, que llenó las cisternas de la ciudad. Tras varios días con falta de agua dulce, cundió el pánico entre los legionarios de César, que tuvo que ocuparse personalmente de la situación: conocedor de que Alejandría estaba construida sobre piedra caliza y que esta es porosa, ordenó construir pozos, lo que restableció el suministro de agua.
Dos días después de que César frustrara la estratagema, la trigésimo séptima legión llegaba a Egipto, pero no pudo alcanzar Alejandría debido a los vientos contrarios y se encontraba en desesperada necesidad de agua. César salió con su flota a solucionar personalmente el problema, y envió a varios marineros para encontrar agua; estos fueron capturados por la caballería de Ganímedes, gracias a quienes averiguó la ubicación de las tropas de César. La batalla naval que se entabló entonces, la ganó César, pero Ganímedes logró preparar una flota más grande para la revancha, seguro de que podía ganar. Para ello utilizó todo tipo de barcas y construyó otras con las maderas de cualquier edificio; así logró reunir veinticuatro cuatrirremes, cinco quinquerremes y muchas otras de menor tamaño.
El enfrentamiento con la flota romana frente a Faros supuso, según Eufranor, almirante de César, el fracaso de la revancha de Ganímedes, que cambió de táctica y se dedicó a bombardear las fuerzas de César, produciéndose un estancamiento de la guerra. Cansados de la lucha, una delegación de ciudadanos alejandrinos solicitó a César intercambiar un tratado de paz por Ptolomeo XIII, al que el general romano liberó para ganar tiempo, y Ptolomeo se unió a las tropas de Ganímedes. Mientras, llegó Mitrídates de Pérgamo con tropas de refuerzo, tomó Pelusio, avanzó victorioso hacia Alejandría y en el delta del Nilo se enfrentó a los egipcios. César salió de la ciudad para unirse a él y el 27 de marzo del año 47 a. C. tuvo lugar una batalla final tras la cual Ganímedes huyó, Ptolomeo XIII resultó muerto y Arsínoe fue capturada por los romanos.